# O Habitat do Boto
A Escola de Samba Habitat do Boto (GSRES Habitat do Boto) é uma escola de samba da cidade de Belém do Pará, no estado brasileiro do Pará
Em 2011, foi terceira colocada do Grupo 2 do Carnaval, mantendo-se no mesmo grupo para 2012.

## Segmentos

### Presidentes
| Período        | Presidente               | Ref. |
| -------------- | ------------------------ | ---- |
| ? - atualidade | Carlinhos Boca de Cantor |      |

### Diretores
| Ano  | Diretor de Carnaval | Diretor geral de harmonia | Mestre de bateria | Ref. |
| ---- | ------------------- | ------------------------- | ----------------- | ---- |
| 2016 | Edilson Katita      | Wandro                    | Daniel            |      |
| 2017 |                     |                           |                   |      |

### Coreógrafo
| Ano  | Nome        | Ref. |
| ---- | ----------- | ---- |
| 2016 | Fernandinho |      |
| 2017 |             |      |

### Casal de Mestre-sala e Porta-bandeira
| Ano  | Nome                   | Ref. |
| ---- | ---------------------- | ---- |
| 2016 | Lordinha e Fernandinho |      |
| 2017 |                        |      |

### Corte de bateria
| Período | Rainha | Madrinha   | Ref. |
| ------- | ------ | ---------- | ---- |
| 2016    | Debora | Wanderleia |      |
| 2017    |        |            |      |

## Carnavais
| Ano  | Colocação | Grupo | Enredo                                                                                     | Carnavalesco   | Intérprete | Ref. |       |
| ---- | --------- | ----- | ------------------------------------------------------------------------------------------ | -------------- | ---------- | ---- | ----- |
| 2003 | Campeã    | 3     | Marapanim - Raízes do Mestre Lucindo - Rei do Carimbó.                                     |                |            |      | [ 4 ] |
| 2006 | 2º lugar  | 2     | Cidade Morena do Grã-Pará.                                                                 | Junior Cardoso |            |      | [ 4 ] |
| 2008 | 2º lugar  | 2     | Do surgimento da escrita ao 137 anos da biblioteca Arthur Vianna, suas obras, seus poetas. | Junior Cardoso |            |      | [ 4 ] |
| 2009 | 7º lugar  | 2     |                                                                                            |                |            |      | [ 5 ] |
| 2011 | 3º lugar  | 2     |                                                                                            |                |            |      | [ 2 ] |
| 2012 |           | 2     |                                                                                            |                |            |      |       |
| 2013 | 3º lugar  | 2     | MARABA - um poema encantado do pará, um centenario de mistura com historia pra contar      | Junior Cardoso | BOCA       |      | [ 6 ] |
| 2014 |           |       | MARAPANIM                                                                                  | Junior Cardoso | boca       |      |       |

## Título
- Campeã do Grupo 3 do carnaval de Belém: 2003[4]